# Тылай (приток Лузы)
Тылай — река в России, протекает по Мурашинскому району Кировской области и по Прилузскому району Республики Коми. Устье реки находится в 494 км по правому берегу реки Луза. Длина реки составляет 52 км. В 27 км от устья принимает слева реку Медянка.
Исток реки в Мурашинском районе Кировской области в 2 км к северо-западу от посёлка Тылай. Верхнее течение реки проходит по Мурашинскому району Кировской области, среднее и нижнее — по Прилузскому району Республики Коми. Река течёт по обширному таёжному лесному массиву на Северных Увалах, генеральное направление течения — север, русло сильно извилистое. Всё течение, за исключением устья, необитаемо, в среднем течении река протекает покинутую деревню Тылай. Притоки — Леван, Косой Лог, Медянка (левые); Харламовка, Бадья (правые). Впадает в Лузу у села Верхолузье. Ширина реки незадолго до устья около 10 метров, скорость течения — 0,2 м/с.

## Данные водного реестра
По данным государственного водного реестра России и геоинформационной системы водохозяйственного районирования территории РФ, подготовленной Федеральным агентством водных ресурсов:
- Бассейновый округ — Двинско-Печорский
- Речной бассейн — Северная Двина
- Речной подбассейн — Малая Северная Двина
- Водохозяйственный участок — Юг
- Код водного объекта — 03020100212103000011788